# 花江大吻鱥
花江鱥（学名：Rhynchocypris czekanowskii）为輻鰭魚綱鯉形目雅羅魚科大吻鱥屬的鱼类。分布于俄羅斯西伯利亞，從卡拉河到科雷馬河和因迪吉爾卡河的北冰洋流域、庫頁島蒂姆河、圖古爾河和大山塔島及中國黑龙江中上游、如黑河、神武屯、大新屯等地，常生活于缓流水体，如沼澤、回水區域，生活習性不明，體長可達9公分，可做為食用魚。

## 外部連結
維基物種上的相關：花江大吻鱥